# Leopoldo Meyer
Leopoldo Costa Meyer (Londrina, 29 de novembro de 1949) é um engenheiro civil e político brasileiro, filiado ao União Brasil.
Formou-se em engenharia civil pela Universidade Federal do Paraná, com especialização em Gerenciamento de Cidades pela Universidade Estadual do Paraná.
Filho do engenheiro agrônomo Leopoldo Meyer e de Suely Costa Meyer. Leopoldo Meyer é casado com a administradora Rita de Cássia Trevizan Meyer, com quem tem três filhas: Fabiana, Fabíola e Flávia.
Fixou residência em São José dos Pinhais aos 12 anos de idade, onde concluiu o seu Curso Ginasial e frequentou o Colégio Estadual Roque Vernalha. Fez o Curso Científico no Colégio Estadual Prof. Victor do Amaral, em Curitiba.
Foi fundador e primeiro Presidente da Associação dos Engenheiros e Arquitetos de São José dos Pinhais.
Presidiu o Rotary Club São José dos Pinhais – Iguaçu, do qual foi sócio fundador.
Integrou, como Vice-Presidente, a Diretoria Executiva da Associação Comercial, Industrial, Agrícola e de Prestação de Serviço de São José dos Pinhais.

## Qualificação profissional
Leopoldo Meyer exerceu cargos  de gerência e controle na área civil para empresas de engenharia que realizaram obras em benefício de Curitiba, São José dos Pinhais e do Estado do Paraná, podendo-se destacar: a elaboração de projetos no Departamento de Obras e Edificações Especiais - DEOE, em Curitiba; a atuação em obras de saneamento na empresa Raphael Grecca & Filhos Ltda; o controle de obras de terraplenagem e fiscalização de construção de rodovias no Departamento de Estradas de Rodagem -DER/PR; a coordenação da ampliação da rede de armazenagem da Companhia Paranaense de Silos e Armazéns - COPASA; a coordenação de obras de construção da rede coletora de esgotos e de distribuição de água de Curitiba, como Diretor Técnico da empresa Losmaq Construção Civil e Terraplenagens Ltda; a elaboração de projetos e a supervisão de obras civis, como responsável técnico da EMTEC - Empresa de Projetos, Engenharia e Construção Ltda. e, ainda, as atividades de manutenção e construção civil na empresa Iguaçu – Celulose e Papel S/A.
Foi Secretário Municipal de Viação e Obras Públicas por três mandatos, nos períodos de 1989 a 1992, na gestão do então Prefeito Moacir Piovesan, e de 1997 a 2004, na gestão do ex-prefeito Luiz Carlos Setim.
Como Secretário de Viação e Obras Públicas participou do planejamento e realização de mais de 2.500 obras em São José dos Pinhais, entre as quais merecem destaque: drenagem, pavimentação, construção de escolas e de centros de educação infantil, construção de postos de saúde e de ginásios de esportes.

## Trajetória política
Em sua trajetória política, Leopoldo Meyer foi vereador eleito pelo Partido Liberal – PL, no mandato de 1993 a 1996 e integrou o Partido da Social Democracia Brasileira – PSDB de São José dos Pinhais tendo sido seu presidente.
Leopoldo Meyer foi eleito Prefeito de São José dos Pinhais pelo PSDB em 2005. Integrando a coligação “São José para Todos” (PSDB/ PFL/ PTB /PSB /PRP) obteve o aval de 59.487 eleitores dentre os 120.444 votos válidos, o que representou a preferência de 53,69 % do eleitorado de São José dos Pinhais.
Em janeiro de 2009, Leopoldo Meyer passa a compor o “staff” do então prefeito de Curitiba, Beto Richa, onde exerceu o cargo de Diretor Técnico da Secretaria de Assuntos Metropolitanos.
Em 27 de agosto de 2009, Leopoldo Meyer, a convite do então vice-prefeito de Curitiba, Luciano Ducci, filiou-se ao Partido Socialista Brasileiro - PSB.
Em 30 de março de 2010, Leopoldo Meyer pediu exoneração do cargo de Diretor Técnico da Secretaria de Assuntos Metropolitanos para poder concorrer ao cargo de deputado federal pelo Estado do Paraná.
Foi eleito deputado federal em 2014, para a 55.ª legislatura (2015-2019).
Em 17 de abril de 2016, Meyer votou pela abertura do processo de impeachment de Dilma Rousseff.
Já durante o Governo Michel Temer, votou a favor da PEC do Teto dos Gastos Públicos. Em abril de 2017 foi contrário à Reforma Trabalhista. Em agosto de 2017 votou a favor do processo em que se pedia abertura de investigação do então presidente Michel Temer, ajudando a arquivar a denúncia do Ministério Público Federal.
Carreira política
- 1989 – Leopoldo Meyer aceitou o convite do então prefeito Moacir Piovesan para assumir a Secretaria de Viação e Obras Públicas de São José dos Pinhais.
- 1992 - Leopoldo Meyer foi eleito vereador em São José dos Pinhais.
- 1997 - Leopoldo Meyer aceitou o convite do então prefeito Luiz Carlos Setim para exercer o cargo de secretário municipal de Viação e Obras Públicas.
- 2004 - Leopoldo Meyer foi eleito prefeito de São José dos Pinhais.
- 2009 – Leopoldo Meyer aceitou o convite do então prefeito de Curitiba, Beto Richa, para exercer o cargo de diretor técnico da Secretaria de Assuntos Metropolitanos.
- 2010 - Leopoldo é Eleito Deputado Federal com 38.649
- 2014 - Leopoldo é Reeleito Deputado Federal com 59.974 votos

Prefeitura de São José dos Pinhais (2005-2008)
Leopoldo Meyer assumiu a prefeitura de São José dos Pinhais em 1 de janeiro de 2005, sucedendo a Luiz Carlos Setim.
Segundo o IBGE, São José dos Pinhais, neste período 2005-2008, cresceu, aproximadamente, 3 vezes mais do que a média brasileira.
Durante sua gestão, em 2006, São Jose dos Pinhais foi eleita, em pesquisa nacional promovida pelo Jornal Gazeta Mercantil, o município mais dinâmico do Paraná, ficando em 39º lugar entre os 300 municípios mais dinâmicos do Brasil.
São José dos Pinhais, na gestão Leopoldo Meyer, foi classificada entre as 100 melhores cidades brasileiras para se trabalhar, ocupando o 38º lugar no país e o 5º na região Sul, de acordo com pesquisa realizada pela revista de circulação nacional Você S/A, tendo sido, ainda,  reconhecida pela revista como uma “cidade atrativa para executivos”.
Em março de 2007, o índice de aprovação do governo Leopoldo Meyer atingiu o patamar de 77%, conforme enquete realizada pelo Diretório Central de Estudantes da Faculdade Metropolitana de Curitiba – FAMEC.
Em 2008, o então prefeito Leopoldo Meyer foi homenageado em evento promovido pela Organização Brasil Américas, conquistando a Certificação Internacional Município e Cidadania para São José dos Pinhais, pelo compromisso com as causas políticas, econômicas e sociais brasileiras.